# Reoussi
Reoussi est une localité du Cameroun située dans le département du Mayo-Louti et la Région du Nord, à proximité de la frontière avec le Nigeria. Elle fait partie de l'arrondissement (commune) de Mayo-Oulo.

## Population
Lors du recensement de 2005, 1 416 personnes y ont été dénombrées.